# Оріон (МКА)

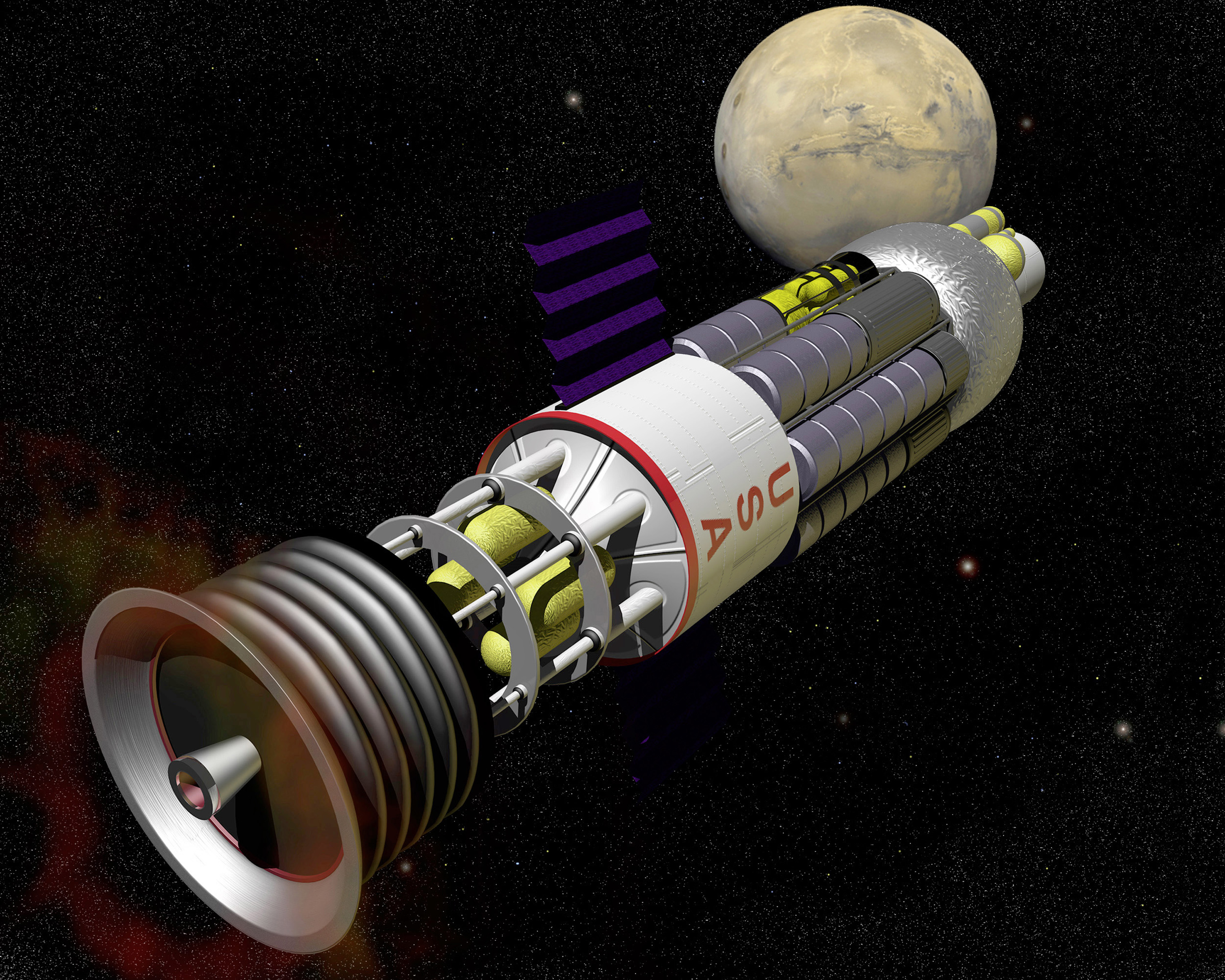
Варіант дизайну 1999 року

Проєкт «Оріон» — проєкт міжзоряного космічного апарата, рушієм якого слугують атомні бомби, що підриваються за апаратом. Ранні версії цього транспортного засобу пропонувалося запускати з Землі (зі значними супутніми ядерними опадами); пізніші версії передбачали використання лише в космічному просторі. За допомогою моделей було проведено шість неядерних випробувань. Зрештою від цього проєкту відмовились з багатьох причин, таких як Договір про часткову заборону випробувань, який забороняв ядерні вибухи в космосі, а також занепокоєння з приводу радіаційного забруднення.
Ідея апарата, що рухається від атомних вибухів, належить Роберту Гайнлайну, який описав її у повісті 1940 року «Вибух може статись». Реальні пропозиції з побудови такого апарата вперше зроблені Станіславом Уламом в 1946 році, а попередні розрахунки виконані Ф. Райнесом і Уламом в меморандумі Лос-Аламоса від 1947 року. Реальний проєкт розпочатий в 1958 році під керівництвом Теда Тейлора в General Atomics та фізика Фрімена Дайсона, який на прохання Тейлора взяв рік від Інституту перспективних досліджень в Принстоні для роботи над проєктом.
Концепція «Оріона» пропонувала одночасно високу тягу та високий питомий імпульс, або ефективність пального. Безпрецедентні екстремальні вимоги до енергії для цього задовольняються ядерними вибухами такої потужності відносно маси транспортного засобу, щоб рухатися лише за допомогою зовнішніх детонацій, не намагаючись утримувати їх у внутрішніх конструкціях. Як якісне порівняння, традиційні хімічні ракети — такі, як « Сатурн V», яку використовувала програма « Аполлон» для польотів на Місяць — виробляють високу тягу з низьким питомим імпульсом, тоді як електричні іонні двигуни виробляють невелику тягу, зате дуже ефективно. «Оріон» запропонував би ефективність більшу, ніж найдосконаліші звичайні або атомні ракетні двигуни, що розглядалися тоді. Прихильники проєкту «Оріон» вважали, що він має потенціал для дешевих міжпланетних подорожей, але він втратив політичне схвалення через занепокоєння щодо наслідків його руху.
Загалом визнано, що Договір про часткову заборону випробувань 1963 року закінчив проєкт. Однак проєкти «Longshot», «Daedalus», «Mini-Mag Orion» та інші продовжили спиратися на концепцію атомного вибуху як рушійної сили міжзоряних польотів. Такі пізніші пропозиції, як правило, модифікують основний принцип, передбачаючи обладнання, що шляхом поділу чи синтезу атомного ядра створює вибуху в меншому об'ємі, на відміну від більших блоків ядерних імпульсів проєкту «Оріон» (повноцінних атомних бомб), заснованих на менш спекулятивній технології.

## Основні принципи
Ядерний імпульсний привід Orion поєднує дуже високу швидкість вихлопу, від 20 до 30 км/с (від 13 до 20 миль/с) у типових міжпланетних конструкціях, з меганьютонами тяги.  Багато рушійних приводів космічних кораблів можуть досягти того чи іншого, але ядерні імпульсні ракети — це єдина запропонована технологія, яка потенційно може відповідати надзвичайним вимогам до потужності для доставлення обох (див. Рушійний апарат космічних ракет для більш спекулятивних систем).
Конкретний імпульс (I sp) вимірює, скільки тяги можна отримати від заданої маси палива, і є стандартним показником гідності ракетної техніки. Для будь-якого ракетного рушія, оскільки кінетична енергія вихлопних газів зростає із швидкістю в квадраті (кінетична енергія = ½ mv 2), тоді як імпульс та тяга зростають зі швидкістю лінійно (імпульс = mv), отримуючи певний рівень тяги (як у кількість g прискорення) вимагає набагато більшої потужності щоразу, коли швидкість вихлопу і I sp значно збільшуються в проектних цілях. (Наприклад, найбільш фундаментальна причина що поточні та пропоновані електричні рушійні системи з високим I sp мають тенденцію до низької тяги через їх обмеження доступної потужності. Їхня тяга насправді обернено пропорційна I sp, якщо потужність, що надходить у вихлоп, є постійною або на межі від потреб розсіювання тепла або інших технічних обмежень.)  Концепція Orion детонує ядерні вибухи зовні зі швидкістю виходу енергії, що перевищує ядерні реактори можуть виживати внутрішньо за допомогою відомих матеріалів та конструкції.
Оскільки вага не є обмеженням, судно Orion може бути надзвичайно міцним. Безлюдне судно може терпіти дуже великі прискорення, можливо, 100 г. У людини-Оріон з екіпажем, проте, необхідний використовувати будь — то демпфірування системи за штовхає пластиною, щоб згладити миттєве прискорення поблизу до рівня, який люди можуть комфортно витримувати — зазвичай приблизно від 2 до 4 г.
Висока продуктивність залежить від високої швидкості вихлопу, щоб максимізувати силу ракети для даної маси пального. Швидкість сміття плазми пропорційна квадратному кореню зміни температури (T c) ядерної вогненної кулі. Оскільки вогненні кулі зазвичай досягають десяти мільйонів градусів Цельсія або більше менш ніж за мілісекунду, вони створюють дуже високі швидкості. Однак практична конструкція повинна також обмежувати радіус руйнування вогненної кулі. Діаметр ядерного вогняного кулі пропорційний квадратному корінцю вибухового вибуху бомби.
Форма реакційної маси бомби є критичною для ефективності. Оригінальний проект розробив бомби з реакційною масою з вольфраму. Геометрія та матеріали бомби фокусували рентгенівські промені та плазму від ядра ядерної вибухової речовини, щоб потрапити в реакційну масу. Фактично кожна бомба була б ядерним зарядом.
Бомба з циліндром реакційної маси при вибуху розширюється в плоску хвилеподібну хвилю плазми. Бомба з дископодібною реакційною масою розширюється до набагато ефективнішої сигарної хвилі плазмового сміття. Форма сигари фокусує велику частину плазми, щоб потрапити на пластину штовхача.  Для найбільшої ефективності місії ракетне рівняння вимагає, щоб найбільша частка вибухової сили бомби була спрямована на космічний корабель, а не витрачалася ізотропно.
Максимально ефективний питомий імпульс I sp імпульсного приводу Оріона, як правило, дорівнює:
де C 0 — коефіцієнт колімації (яка частка сміття плазми вибуху в дійсності потрапить на пластину поглинача імпульсу при вибуху імпульсного блоку), V e — швидкість сміття плазми сміття ядерного імпульсу, а g n — стандартне прискорення сили тяжіння (9,81 м/с 2 ; цей коефіцієнт не є необхідним, якщо I sp вимірюється в Н · с / кг або м/с). Колімаційний коефіцієнт майже 0,5 може бути досягнутий шляхом узгодження діаметра штовхальної пластини з діаметром ядерного вогняного кулі, створеного вибухом ядерного імпульсного блоку.
Чим менша бомба, тим меншим буде кожен імпульс, тому вища швидкість імпульсів і більше, ніж буде потрібно для досягнення орбіти. Менші імпульси також означають менше g удару на пластині штовхача і меншу потребу в демпфуванні, щоб згладити прискорення.
Оптимальний вихід бомбового приводу «Оріон» (для еталонної конструкції екіпажу 4000 тонн) було розраховано в районі 0,15 кт, приблизно 800 бомб потрібно на орбіту і швидкість бомби приблизно 1 в секунду. [ цитування ]

## Розміри космічних апаратів Orion
Наступне можна знайти в книзі Джорджа Дайсона. Цифри для порівняння з Сатурном V взяті з цього розділу і переведені з метричних (кг) в короткі тонни США (тут скорочено «t»).
Зображення найменшого космічного апарата «Оріон», який широко вивчався, і який міг мати корисне навантаження близько 100 тонн за 8 поїздок туди і назад до Марса.  Ліворуч, варіант діаметром 10 метрів Saturn V «Boost-to-orbit», що вимагає складання на орбіті до того, як транспортний засіб Orion зможе рухатися під власною силовою установкою. Ультраправо — повністю зібрана конфігурація «підняття», в якій космічний апарат піднімався високо в атмосферу до початку імпульсного руху. Як зображено в документі NASA 1964 р. «Ядерно-імпульсний космічний апарат Том III — Концептуальні конструкції транспортних засобів та операційні системи».
|                                                  | Орбітальний тест | Міжпланетний | Удосконалений міжпланетний | Сатурн V |
| ------------------------------------------------ | ---------------- | ------------ | -------------------------- | -------- |
| Ракетна маса                                     | 880 т            | 4000 т       | 10 000 т                   | 3350 т   |
| Діаметр космічного апарата                       | 25 м             | 40 м         | 56 м                       | 10 м     |
| Висота космічного апарата                        | 36 м             | 60 м         | 85 м                       | 110 м    |
| Вибух бомби (рівень моря)                        | 0,03 кт          | 0,14 кт      | 0,35 кт                    | н / д    |
| Бомби (до 300 км низької орбіти Землі)           | 800              | 800          | 800                        | н / д    |
| Корисне навантаження (до 300 миль LEO)           | 300 т            | 1600 т       | 6100 т                     | 130 т    |
| Корисне навантаження (до місячної посадки)       | 170 т            | 1200 т       | 5700 т                     | 2 т      |
| Корисне навантаження (повернення з орбіти Марса) | 80 т             | 800 т        | 5300 т                     | -        |
| Корисне навантаження (3 роки повернення Сатурна) | -                | -            | 1300 т                     | -        |

Наприкінці 1958 — на початку 1959 р. Було зрозуміло, що найменший практичний автомобіль визначатиметься найменшим досяжним вибухом бомби. Застосування бомб 0,03 кт (вихід на рівні моря) дало б машину масою 880 тонн. Однак це було розглянуто як замале для будь-чого іншого, крім орбітального випробувального автомобіля, і команда незабаром зосередилася на 4000-тонному «базовому дизайні».
На той час деталі конструкцій невеликих бомб були закриті таємницею. У багатьох звітах про дизайн «Оріона» були вилучені всі деталі бомб перед випуском. Порівняйте вищезазначені деталі із звітом General Atomics 1959 року, який досліджував параметри трьох різних розмірів гіпотетичного космічного апарата «Оріон»:
| «Супутник» Оріона          | «Середньочастотний» Оріон | «Супер» Оріон |             |
| -------------------------- | ------------------------- | ------------- | ----------- |
| Діаметр космічного апарата | 17–20 м                   | 40 м          | 400 м       |
| Маса космічного апарата    | 300 т                     | 1000–2000 т   | 8 000 000 т |
| Кількість бомб             | 540                       | 1080          | 1080        |
| Індивідуальна бомбова маса | 0,22 т                    | 0,37–0,75 т   | 3000 т      |

Найбільший дизайн вище — це «супер» дизайн Orion; вагою 8 мільйонів тонн, це може бути місто.  В інтерв'ю дизайнери розглядали великий корабель як можливий міжзоряний ковчег. Цей надзвичайний дизайн міг бути побудований на матеріалах та техніках, які можна було отримати в 1958 році, або, як очікувалося, будуть доступні незабаром.
Більшість з трьох тисяч тонн кожної «супер» рушійної установки «Оріон» представляла б собою інертний матеріал, такий як поліетилен або солі бору, що використовуються для передачі сили детонації силових агрегатів на штовхач Оріона та поглинання нейтронів для мінімізації випадінь. Одна конструкція, запропонована Фріменом Дайсоном для «Супер Оріона», передбачала, щоб штовхальна пластина складалася переважно з урану або трансуранового елемента, щоб, досягнувши сусідньої зоряної системи, пластина могла бути перетворена на ядерне паливо.

## Теоретичні додатки
Ядерна імпульсна ракета Orion має надзвичайно високі показники. Ядерні імпульсні ракети «Оріон», що використовують імпульсні установки типу ядерного поділу, спочатку були призначені для використання на міжпланетних космічних польотах.
Місії, розроблені для транспортного засобу «Оріон» у початковому проекті, включали один етап (тобто безпосередньо з поверхні Землі) на Марс і назад, а також подорож до однієї з супутників Сатурна.
Фрімен Дайсон провів перший аналіз того, які місії Оріона можна було досягти Альфа Центавра, найближчої до Сонця зоряної системи.  його статті 1968 р. «Міжзоряний транспорт» (Physics Today, жовтень 1968 р., С. 41–45)  зберігається концепція великих ядерних вибухів, але Дайсон відійшов від використання бомб, що ділилися, і розглядав можливість використання одного мегатона замість цього вибухи синтезу дейтерію. Його висновки були простими: швидкість сміття при вибухах термоядерних речовин, мабуть, була в діапазоні 3000–30 000 км/с, а відображаюча геометрія напівсферичної штовхальної пластини Оріона зменшила б цей діапазон до 750–15 000 км/с.
Щоб оцінити верхню і нижню межі того, що можна зробити за допомогою сучасних технологій (у 1968 р.), Дайсон розглянув дві конструкції зорельотів. Більш консервативна конструкція штовхальної пластини з обмеженою енергією просто повинна була поглинати всю теплову енергію кожного вибуху, що зіштовхується (4 × 10 15 джоулів, половина з яких поглинається штовхальною пластиною) без плавлення. Дайсон підрахував, що якби відкрита поверхня складалася з міді товщиною 1 мм, тоді діаметр та маса напівсферичної штовхальної пластини мали б становити 20 кілометрів та 5 мільйонів тонн відповідно. Щоб дати міді радіаційно охолонути до наступного вибуху, знадобиться 100 секунд. Тоді для енергообмеженого тепловідводу піде близько 1000 років Дизайн Оріона для досягнення Альфа Центавра.
Для того, щоб поліпшити ці показники, одночасно зменшивши розмір і вартість, Дайсон також розглянув альтернативну конструкцію штовхальної пластини з обмеженим імпульсом, де замінено абляційне покриття відкритої поверхні, щоб позбутися зайвого тепла. Потім обмеження встановлюється здатністю амортизаторів передавати імпульс від імпульсно прискореної штовхальної пластини до плавно прискореного автомобіля. Дайсон підрахував, що властивості доступних матеріалів обмежують швидкість, що передається під час кожного вибуху, до ~ 30 метрів в секунду, незалежно від розміру та характеру вибуху. Якщо транспортний засіб повинен прискорюватися з 1 гравітацією Землі (9,81 м/с 2) за допомогою цієї передачі швидкості, то частота пульсу становить один вибух кожні три секунди.  Розміри та експлуатаційні характеристики автомобілів Дайсона наведені в наступній таблиці:
| «Energy Limited» Оріон                                               | «Momentum Limited» Оріон                          |                                                                  |
| -------------------------------------------------------------------- | ------------------------------------------------- | ---------------------------------------------------------------- |
| Діаметр ракети (метри)                                               | 20000 м                                           | 100 м                                                            |
| Маса порожнього судна (тонн)                                         | 10 000 000 т (включаючи 5 000 000 т півкулі міді) | 100 000 т (включаючи конструкцію 50000 т + корисне навантаження) |
| + Кількість бомб = загальна маса бомби (кожна бомба 1 Мт важить 1 т) | 30 000 000                                        | 300 000                                                          |
| = Маса відправлення (тонни)                                          | 40 000 000 т                                      | 400000 т                                                         |
| Максимальна швидкість (кілометри на секунду)                         | 1000 км/с (= = 0,33 % швидкості світла)           | 10000 км/с (= 3,3 % швидкості світла)                            |
| Середнє прискорення (гравітація Землі)                               | 0,00003 г (прискорення протягом 100 років)        | 1 г (прискорити протягом 10 днів)                                |
| Час до Альфа Центавра (в один бік, не гальмувати)                    | 1330 років                                        | 133 роки                                                         |
| Орієнтовна вартість                                                  | 1 рік ВНП США (1968), 3,67 трлн. Дол              | 0,1 року ВНП США 0,367 трлн. Дол                                 |

Пізніші дослідження показують, що максимальна швидкість круїзу, яку теоретично можна досягти, становить кілька відсотків швидкості світла (0,08-0,1c).  Атомний (ділення) Оріон може досягти, можливо, 9 % -11 % швидкості світла. Ядерний імпульсний космічний корабель, що живиться від ядерних імпульсних силових установок, каталізованих термоядерною синтезом, мав би аналогічний діапазон 10 %, і чисті ракети для знищення речовини-антиматерії теоретично могли б отримати швидкість від 50 % до 80 % швидкості світла. У кожному випадку економія пального для уповільнення зменшує вдвічі максимальну швидкість. Поняття використання магнітного вітрила гальмувати космічний корабель у міру наближення до місця призначення обговорювали як альтернативу використанню ракетного палива; це дозволило б кораблю рухатися з максимальною теоретичною швидкістю.
При температурі 0,1 с термоядерним зоряним кораблям «Оріон» знадобиться час польоту не менше 44 років, щоб досягти Альфа Центавра, не враховуючи часу, необхідного для досягнення цієї швидкості (близько 36 днів при постійному прискоренні 1 г або 9,8 м/с 2). При температурі 0,1 с космічному кораблю «Оріон» знадобиться 100 років, щоб подорожувати 10 світлових років. Астроном Карл Саган припустив, що це буде чудовим використанням поточних запасів ядерної зброї.

## Пізніші події
Концепція, подібна до Оріона, була розроблена Британським міжпланетним товариством (BIS) у 1973—1974 роках. Проект «Дедал» мав стати роботизованим міжзоряним зондом до «Зірки Барнарда», який рухався б із 12 % швидкості світла. У 1989 році подібну концепцію вивчали ВМС США та НАСА у проекті Longshot. Обидві ці концепції вимагають значного прогресу в технології термоядерного синтезу, і тому в даний час не можуть бути побудовані, на відміну від Оріона.
З 1998 р. По теперішній час кафедра ядерної техніки в Університеті штату Пенсільванія розробляє дві вдосконалені версії проекту Orion, відомих як Project ICAN і Project AIMStar, використовуючи компактні двигуни з ядерним імпульсним каталізатором, що каталізуються антиматерією, а не велике інерційне запалення плавлення. системи, запропоновані в Project Daedalus та Longshot.

## Витрати
Вважалося, що витрати на матеріали, що розщеплюються, великі, поки фізик Тед Тейлор не показав, що при правильних конструкціях вибухових речовин кількість розщеплюваних речовин, використовуваних при запуску, була майже постійною для кожного розміру Оріона від 2000 до 8000000 тонн. Більші бомби використовували більше вибухівки, щоб суперстискати розщеплювані речовини, збільшуючи ефективність. Зайве сміття від вибухівки також слугує додатковою рушійною масою.
Основна частина витрат на історичні програми ядерної оборони припадала на системи доставлення та підтримки, а не на пряму вартість виробництва бомб (бойові частини становлять 7 % від загальних витрат США за 1946—1996 роки, згідно з одним дослідженням).  Після початкового розвитку інфраструктури та інвестицій граничні витрати на додаткові ядерні бомби у масовому виробництві можуть бути відносно низькими. У 1980-х роках деякі американські термоядерні боєголовки мали за кошторисом 1,1 мільйона доларів (630 мільйонів доларів на 560).  Для, можливо, більш простих одиниць імпульсу ділення, які будуть використовуватися в одній конструкції Оріона, джерело 1964 року оцінило вартість 40000 доларів США або менше в кожному масовому виробництві, що становило б приблизно 0,3 мільйона доларів кожен у сучасних доларах з урахуванням інфляції.
Пізніше проект «Дедал» запропонував термоядерні вибухові речовини (гранули дейтерію або тритію), детоновані інерційним утриманням електронного пучка. Це той самий принцип, що стоїть за синтезом інерційних обмежень. Теоретично його можна зменшити до значно менших вибухів і вимагати невеликих амортизаторів.

## Архітектура транспортного засобу

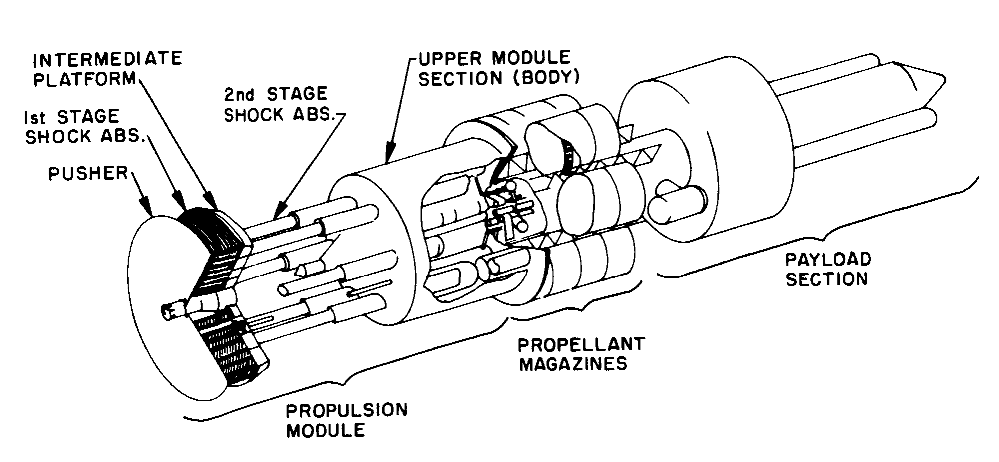
Загальна будова

З 1957 по 1964 рік ця інформація використовувалась для проектування силової установки космічного корабля під назвою «Оріон», в якій ядерний заряд був би розміщений за штовхальною пластиною, встановленою на дні космічного корабля. Ударна хвиля та випромінювання від детонації впливатимуть на нижню частину штовхальної пластини, надаючи їй потужний поштовх. Пластина штовхача монтувалася на великих двоступеневих амортизаторах, які плавно передавали б прискорення решті космічного корабля.
Під час зльоту виникла загроза небезпеки відбиття рідкої осколками від землі. Одне із запропонованих рішень полягало у використанні плоскої пластини звичайних вибухових речовин, розподілених по штовхачі, і її детонації, щоб підняти корабель із землі перед тим, як стати ядерним. Це підняло б корабель досить далеко в повітря, щоб перший сфокусований ядерний вибух не створив уламків, здатних завдати шкоди кораблю.
Конструкція імпульсного блоку
Було виготовлено попередній проект для блоку ядерних імпульсів. Він запропонував використовувати вибухівку, що підсилюється термоядерним синтезом із формою заряду. Вибухівку було обмотано наповнювачем каналу оксиду берилію, який був оточений дзеркалом уранового випромінювання. Дзеркало та наповнювач каналу були відкритими, і в цей відкритий кінець була поміщена плоска плита вольфрамового палива. Весь блок був вбудований у банку діаметром не більше 150 мм і важив трохи більше 140 фунтів, щоб з ним можна було обробляти машини, масштабовані з автомата з продажу безалкогольних напоїв; Щодо дизайну проконсультували Coca-Cola.
Через 1 мікросекунду після займання плазма гамма-бомби та нейтрони нагрівають наповнювач каналу і дещо містяться в урановій оболонці. Через 2-3 мікросекунди наповнювач каналу передавав би частину енергії пропеленту, який випаровувався. Плоска плита ракетного палива утворила вибух у формі сигари, спрямований на плиту штовхача.
Плазма охолоне до 25000 ° F (14000 ° C), пройшовши відстань 25 футів (82 м) до штовхальної пластини, а потім розігріється до 120600 ° F (67000 ° C), оскільки приблизно за 300 мікросекунд вона потрапляє в штовхає пластину і рекомпресується. Ця температура випромінює ультрафіолетове світло, яке погано проходить через більшість плазми. Це допомагає підтримувати плиту штовхача в прохолоді. Профіль розподілу у формі сигари та низька щільність плазми зменшує миттєвий удар до пластини штовхача.
Оскільки імпульс, що передається плазмою, є найбільшим в центрі, товщина пластини штовхача зменшиться приблизно в 6 разів від центру до краю. Це забезпечує, що зміна швидкості однакова для внутрішньої та зовнішньої частин пластини.
На малих висотах, де навколишнє повітря є густим гамма-розсіюванням, потенційно може завдати шкоди екіпажу без радіаційного щита, радіаційний притулок також буде необхідним під час тривалих місій, щоб вижити від сонячних спалахів. Ефективність радіаційного екранування зростає в геометричній прогресії із збільшенням товщини екрана, див. Гамма-проміння для обговорення екранування. На кораблях масою понад 2 200 000 фунтів (1 000 000 кг) основна маса корабля, його запаси, а також маса бомб і ракетного палива забезпечували б більш ніж достатню захист для екіпажу. Спочатку вважалося, що стабільність є проблемою через неточності в розміщенні бомб, але пізніше було показано, що наслідки скасуються.
Численні тести модель польоту, використовуючи звичайні вибухові речовини, були проведені в Пойнт — Лома, Сан — Дієго в 1959 році 14 листопада 1959 року модель один метр, також відомий як «Hot Rod» і «біп-біп», перший політ з використанням RDX (хімічні вибухові речовини) під час контрольованого польоту протягом 23 секунд на висоту 184 футів (56 м). Фільм тестів був записаний на відео  і прозвучав у телевізійній програмі BBC «На Марс А-Бомбою» у 2003 році з коментарями Фрімена Дайсона та Артура К. Кларка. Модель приземлилася парашутом без пошкоджень і знаходиться в колекції Смітсонівського національного повітряно-космічного музею.
Першим запропонованим амортизатором була кільцева подушка безпеки. Незабаром було зрозуміло, що у разі невдалого вибуху штовхальна пластина вагою 5000000-10000000 кг буде відірвати подушку безпеки на відскоку. Так була розроблена двоступенева розбудована пружинно-поршнева конструкція амортизатора. На еталонній конструкції механічний поглинач першої ступені був налаштований на частоту імпульсів у 4,5 рази, тоді як газовий поршень на другій стадії — на частоту імпульсів у 0,5 рази. Це дозволило допуски часу 10 мс при кожному вибуху.
Остаточна конструкція впоралася з руйнуванням бомби перевищенням та відскоком у центральне положення. Таким чином, після відмови та при первинному запуску на землю було б необхідно запустити або перезапустити послідовність з пристроєм з меншою віддачею. У 1950-х рр. Методи регулювання випуску бомби були в зародковому стані, і значну увагу було приділено забезпеченню способу заміни стандартної бомби з меншим урожаєм протягом 2 або 3 секунд або забезпечити альтернативний засіб стрільби з низьким приносять бомби. Сучасні пристрої зі змінною віддачею дозволять автоматично налаштувати одну стандартизовану вибухівку, налаштовану на менший вихід
Бомби потрібно було запускати позаду штовхальної пластини з достатньою швидкістю, щоб кожні 1,1 секунди вибухнути за її межами 20–30 м. Було досліджено численні пропозиції — від безлічі гармат, що тикали через край штовхача, до бомб із ракетним рухом, запущених із коліс американських гірок, проте остаточний еталонний дизайн використовував просту газову гармату для стрільби по пристроях через отвір у центрі штовхача.

## Потенційні проблеми
Вплив багаторазових ядерних вибухів піднімає проблему абляції (ерозії) штовхальної пластини. Розрахунки та експерименти показали, що сталева штовхальна пластина зменшиться менше 1 мм, якщо вона не захищена. Якщо обприскати олією, воно взагалі не зникне (це було виявлено випадково; на тестовій пластинці були жирні відбитки пальців, і відбитки пальців не зазнали абляції). Спектри поглинання вуглецю та водню мінімізують нагрівання. Розрахункова температура ударної хвилі, 67000 ° C, випромінює ультрафіолетове світло. Більшість матеріалів та елементів є непрозорими для ультрафіолету, особливо при тиску в 49000 фунтів на квадратний дюйм (340 МПа), який відчуває плита. Це запобігає плавленню або абляції пластини.
Одним з питань, яке залишалося невирішеним на завершення проекту, було те, чи турбулентність, створена комбінацією ракетного палива та аблятованої штовхальної пластини, різко збільшить загальну абляцію штовхальної пластини. За словами Фрімена Дайсона в 1960-х, їм довелося б фактично провести тест із справжньою ядерною вибуховою речовиною, щоб визначити це; за допомогою сучасної технології моделювання це можна було б визначити досить точно без такого емпіричного дослідження.
Ще одна потенційною проблемою з штовхає пластиною є те, що відколи -shards металу, потенційно відлітає у верхній частині пластини. Ударна хвиля від удару плазми на дні пластини проходить через пластину і досягає верхньої поверхні. У цей момент може статися відколювання, пошкоджуючи штовхач пластини. З цієї причини альтернативні речовини, фанера та склопластик, були досліджені для поверхневого шару штовхальної пластини і вважалися прийнятними.
Якщо звичайні вибухові речовини в ядерній бомбі спрацюють, але ядерний вибух не спалахне, осколки можуть вдаритись та потенційно критично пошкодити штовхач.
Справжні інженерні випробування систем транспортних засобів вважалися неможливими, оскільки кілька тисяч ядерних вибухів неможливо здійснити в одному місці. Експерименти були розроблені для випробування штовхаючих пластин в ядерних вогняних кулях, а довготривалі випробування штовхальних пластин могли відбуватися в космосі. Конструкції амортизаторів можуть бути випробувані на Землі в повному обсязі з використанням хімічних вибухівки.
Але основною невирішеною проблемою для запуску з поверхні Землі вважалося ядерне випадання. Фріман Дайсон, керівник групи проекту, підрахував ще в 60-х роках минулого століття, що при використанні звичайної ядерної зброї кожен запуск статистично призведе в середньому від 0,1 до 1 смертельного раку від випадінь.  Ця оцінка базується на не припущеннях про порогову модель, метод, який часто використовується для оцінки статистичних смертей від інших видів промислової діяльності. Кожні кілька мільйонів доларів ефективності, опосередковано отриманої або втраченої у світовій економіці, можуть статистично вираховувати середнє врятоване чи втрачене життя з точки зору збільшення можливостей проти витрат. Непрямі наслідки можуть мати значення для того, чи буде загальний вплив космічної програми, що базується на Оріоні, на майбутню глобальну смертність людей чистим збільшенням чи чистим зменшенням, в тому числі, якщо зміна витрат і можливостей запуску вплине на освоєння космосу, колонізацію космосу, шанси на тривалий -термінова виживання людського виду, космічна сонячна енергія або інші гіпотетичні умови.
Небезпека для людського життя не була причиною для відкладення проекту. Причини включали відсутність вимоги до місії, той факт, що ніхто в уряді США не міг придумати жодної причини вивести тисячі тонн корисного навантаження на орбіту, рішення зосередитися на ракетах для місії Місяць і, зрештою, підписання Договір про часткову заборону випробувань у 1963 р. Небезпека для електронних систем на землі від електромагнітного імпульсу не вважалася значною із запропонованих вибухів під кілотон, оскільки твердотільні інтегральні схеми на той час не використовувались загалом.
З багатьох дрібніших детонацій, об'єднаних випадінням за весь запуск 5 мільйонів 4000000 фунтів (5 400 000 кг), «Оріон» дорівнює детонації типової 10-  мегатонної (40  петажуль) ядерної зброї як вибух повітря, тому більша частина її випадіння буде порівняно розбавлене уповільнене випадання. Якщо припустити використання ядерних вибухових речовин із високою часткою загального виходу від розподілу, це призведе до комбінованого загального випадання, подібного до виходу з поверхневого сплеску в пострілі Майка в операції «Плющ», 10,4-мегатонному пристрої, детонованому в 1952 році. Порівняння не зовсім ідеально, оскільки завдяки своєму поверхневому розташуванню на поверхні, Айві Майк створив велику кількість раннього забруднення випадіннями. Історичні випробування ядерної зброї над землею включали 189 мегатонн виходу з діленням і спричинили середнє глобальне радіаційне опромінення на людину з піком 1,0 × 10 −5  рем / кв. Футів (0,11 мЗв / а) в 1963 р. При 6,5 × 10 −7  рем / Залишкова площа залишку в наш час, що накладається на інші джерела опромінення, насамперед природне фонове випромінювання, яке в середньому складає 0,00022 рем / кв.фут (2,4 мЗв / а) у всьому світі, але сильно коливається, наприклад, 0,00056 рем / кв. (6 мЗв / год) у деяких висотних містах.  На будь-яке порівняння впливатиме вплив впливу на дозування населення місцями детонації, переважно віддалені місця.
За спеціальними конструкціями ядерної вибухової речовини Тед Тейлор підрахував, що випадіння продукту розподілу може бути зменшено вдесятеро або навіть до нуля, якщо замість нього можна сконструювати чистий вибуховий речовина, що синтезується. Згідно з розсекреченими документами уряду США, 100 % чистого вибухового речовини ще не було успішно розроблено, хоча відносно чисті PNE (мирні ядерні вибухи) були випробувані на розкопки каналів Радянським Союзом у 1970-х роках з 98 % виходу плавкого випробовування в тайгових випробуваннях. 15 кілотонних пристроїв, поділ 0,3 кілотонн  які розкопали частину запропонованого каналу Печора — Кама.
Рухова система транспортного засобу та програма випробувань порушують Договір про часткову заборону випробувань 1963 року, як написано в даний час, який забороняє всі ядерні детонації, крім тих, що проводяться під землею, як спробу уповільнити гонку озброєнь та обмежити кількість радіації в атмосфері ядерними детонаціями. Уряд США намагався внести виняток у договір 1963 р., Щоб дозволити використання ядерних двигунів для польотів у космос, але побоювання СРСР щодо військових застосувань не допускали винятку з договору. Це обмеження стосуватиметься лише США, Росії та Великої Британії. Це також порушить Договір про всебічну заборону ядерних випробувань який був підписаний США та Китаєм, а також фактичний мораторій на ядерні випробування, який декларовані ядерні держави запровадили з 1990-х років.
Запуск такої ракети-ядерної бомби «Оріон» із землі або низької орбіти Землі створить електромагнітний імпульс, який може завдати значної шкоди комп'ютерам і супутникам, а також затопить пояси ван Аллена випромінюванням високої енергії. Оскільки відстань ЕМП буде шириною в кілька сотень миль, цю проблему можна буде вирішити запуском із дуже віддалених районів. Для швидкого викиду енергетичних частинок з кутів захоплення поясів Ван Аллена можна було застосувати кілька відносно невеликих електродинамічних прив'язок.
Космічний корабель «Оріон» міг би бути піднятий без ядерних засобів на більш безпечну відстань, лише активуючи його віддалення від Землі та її супутників. Гіпотетично випускні петлі Lofstrom або космічний ліфт пропонують чудові рішення; у випадку з космічним елеватором існуючі композити вуглецевих нанотрубок, за винятком можливих вуглецевих трубок Colossal, ще не мають достатньої міцності на розрив. Усі конструкції хімічних ракет надзвичайно неефективні та дорогі при виведенні великої маси на орбіту, але можуть бути використані, якби результат був економічно ефективним.

## Відображення в художній літературі
Першою появою ідеї в друкованому виданні є новела Роберта Гайнлайна 1940 року «Зриви відбуваються».
Як обговорював Артур Кларк у своїх спогадах про створення «Космічної одіссеї 2001 року», розглядалася ядерно-імпульсна версія американського міжпланетного космічного корабля Discovery One. Однак у фільмі ця ідея не використовувалася, оскільки Стенлі Кубрік вважав, що це можна вважати пародією після фільму «Доктор Стренджлав або Як я навчився перестати хвилюватися і полюбив бомбу».
Космічний корабель «Оріон» займає чільне місце в науково-фантастичному романі «Футбол» Ларрі Нівена та Джеррі Пурнелла. Перед облогою / вторгненням на Землю інопланетян люди повинні вдатися до рішучих заходів, щоб вивести бойовий корабель на орбіту, де протистояти інопланетному флоту.
Початковою передумовою серіалу «Вознесіння» є те, що в 1963 році президент Джон Ф. Кеннеді та уряд США, побоюючись ескалації «холодної війни» та призведе до руйнування Землі, запустили «Вознесіння», космічний корабель класу «Оріон», щоб колонізувати планету, що обертається навколо Проксима Кентавра, що забезпечує виживання людської раси.
У науково-фантастичному романі автора Стівена Бакстера «Ковчег» використовується судно покоління класу «Оріон», щоб уникнути екологічної катастрофи на Землі.